# Daniel Grillfors
Daniel Grillfors (* 2. Juli 1982 in Enköping) ist ein ehemaliger schwedischer Eishockeyspieler, der für den HV71, Linköping HC und Mora IK in der Svenska Hockeyligan sowie für den Helsingfors IFK in der finnischen Liiga aktiv war. Seit seinem Karriereende arbeitet er als Trainer beim Mora IK.

## Karriere
Daniel Grillfors begann seine Karriere als Eishockeyspieler in seiner Heimatstadt in der Nachwuchsabteilung des Enköpings SK, für dessen Seniorenmannschaft er in der Saison 1997/98 unter anderem fünf Spiele in der damals noch drittklassigen Division 2 absolvierte. Von dort wechselte er in die Nachwuchsabteilung des Västerås IK. Mit deren Seniorenmannschaft erreichte er zwischen 2000 und 2002 den Durchmarsch von der in der Zwischenzeit viertklassig gewordenen Division 2 über die Division 1 in die zweitklassige HockeyAllsvenskan. Für Västerås lief der Verteidiger vier Jahre lang im Profibereich auf, ehe er gegen Ende der Saison 2005/06 einen Vertrag beim HV71 aus der Elitserien erhielt, mit dem er in den Spielzeiten 2007/08 und 2009/10 jeweils den schwedischen Meistertitel gewann. In der Saison 2008/09 wurde er mit der Mannschaft zudem Vizemeister.
2012 verließ er HV71 und wechselte zum Linköpings HC, für den er zwei Jahre lang in der Elitserien spielte. Zwischen 2014 und 2017 war er für den Helsingfors IFK in der finnischen Liiga aktiv, mit dem er einen Vizemeistertitel erreichte. Zwischen 2017 und 2019 ließ er seine Karriere beim Mora IK ausklingen, wobei er die komplette Saison 2018/19 aufgrund einer Verletzung verpasste. Zur Saison 2019/20 wurde er Assistenztrainer beim Mora IK.

## Erfolge und Auszeichnungen
- 2001 Aufstieg in die Division 1 mit dem Västerås IK Ungdom
- 2002 Aufstieg in die HockeyAllsvenskan mit Västerås IK Ungdom
- 2008 Schwedischer Meister mit dem HV71
- 2010 Schwedischer Meister mit dem HV71

## Elitserien-Statistik
(Stand: Ende der Saison 2018/19)